# زینکنیت
زینکنیت  (به انگلیسی: Zinckenite) با فرمول شیمیایی PbS.7Sb2S36 از مجموعه کانی هاست و کانی‌های مشابه آن ژامسونیت - بولانژریت می‌باشد که با روش واکنش‌های شیمیائی و اشعه X می‌توان آن‌ها را از یکدیگر تشخیص داد. از نام یک کانی‌شناس و مهندس معدن J.K.L.Zincken گرفته شده‌است. محلول در HNO۳ آبی از نظر شکل بلور: سوزنی - منشورهای شیاردار عمودی، رنگ: خاکستری سربی تا خاکستری تیره با انعکاس مایل به، شفافیت: کدر(اپاک)، جلا: فلزی، رخ: نا کامل - مطابق با سطح /۱۱۲۰/، سیستم تبلور: هگزاگونال دروغین و در رده‌بندی سولفور است و منشأ تشکیل آن هیدروترمال است.
همایند کانی‌شناسی (پارانژ) آن ژامسونیت - بولانژریت- استیبین- ژامسونیت- بولانژریت- گالن و... است.
، از نظر ژیزمان بلور- آگرگات - آسیکولار- شعاعی و درخشان تقریباً کمیاب است و بیشتر در آلمان غربی و شرقی، رومانی، چک اسلواکی، آمریکا و بولیوی یافت می‌شود.